# کروز ال‌ال‌سی
کروز ال‌ال‌سی (انگلیسی: Cruise) شرکت قطعات خودروی آمریکایی است، که در سال ۲۰۱۳ توسط کایلی واگت و دن کان تأسیس شد. این شرکت هم‌اکنون به‌عنوان زیرمجموعه‌ای از شرکت خودروسازی جنرال موتورز فعالیت می‌کند و تخصص آن ساخت تجهیزات کروز کنترل و خودرو خودران می‌باشد.
کروز ال‌ال‌سی یک شرکت آمریکایی تولیدکننده خودروهای خودران بود که به زیرمجموعه جنرال موتورز تبدیل شد و دفتر مرکزی آن در سانفرانسیسکو، کالیفرنیا قرار دارد. کروز که در سال ۲۰۱۳ توسط کایل ووگت و دن کان تأسیس شد، فناوری خودروهای خودران را آزمایش و توسعه داد. این شرکت در سال ۲۰۱۶ توسط جنرال موتورز خریداری شد و به عنوان یک شرکت تابعه عمدتاً خودران فعالیت می‌کرد و بر تولید ناوگان تاکسی‌های بدون راننده تمرکز داشت. پس از یک سری حوادث، این شرکت در اکتبر ۲۰۲۳ فعالیت خود را به حالت تعلیق درآورد و کایل ووگت در نوامبر ۲۰۲۳ از سمت مدیرعاملی استعفا داد. این شرکت در ماه مه ۲۰۲۴ شروع به بازگرداندن خودروهای خود به جاده‌های عمومی کرد.
در دسامبر ۲۰۲۴، جنرال موتورز تأمین مالی کروز را متوقف کرد. قرار بود کار بر روی خودروهای خودران در توسعه سیستم‌های پیشرفته کمک راننده برای خودروهای شخصی گنجانده شود و دیگر تاکسی‌های خودران را تأمین مالی نکند.